# Le duc d'Albe
Le duc d'Albe o Il duca d'Alba (El duque de Alba) es una ópera en tres actos con música de Gaetano Donizetti y libreto en francés de Eugène Scribe y Charles Duveyrier. Se estrenó en el Teatro Apolo de Roma el 22 de marzo de 1882, más de treinta años después de la muerte de Donizetti.
La ópera fue en origen un encargo de la Ópera de París en 1839, y Donizetti trabajó en ella la mayor parte de aquel año. Sin embargo, abandonó el proyecto con sólo los dos primeros actos terminados, más notas de las melodías y líneas de bajo para los Actos III y IV. La partitura quedó inacabada a la muerte de Donizetti en 1848. En 1855, el libreto de Scribe y Duveyrier fue transferido a la ópera de Verdi Les vêpres siciliennes, con la puesta en escena cambiada de la ocupación española de Flandes en 1573 a la ocupación francesa de Sicilia en 1282. 
En 1881 Matteo Salvi, un anterior alumno de Donizetti, terminó la ópera a partir de las notas de Donizetti con la ayuda de Amilcare Ponchielli, Antonio Bazzini y Cesare Domeniceti. Angelo Zanardini tradujo el libreto de Scribe del original francés al italiano, y los nombres de los dos amantes, 'Henri' y 'Hélène', que para aquel entonces había sido usado en Les vêpres siciliennes fueron cambiados a 'Marcello' y 'Amelia'. Cuando Donizetti abandonó la ópera, recicló su famosa aria para tenor, 'Ange si pur' (o 'Spirto gentil' en la versión italiana) para su ópera de 1840 La favorite. Para el estreno, Salvi compuso un aria de reemplazo, 'Angelo casto e bel'. También añadió recitativos y combinó los actos III y IV en un solo acto final. 
La ópera tuvo su primera representación en 1882 como Il duca d'Alba (el título se usó en todas sus interpretaciones posteriores) con Leone Giraldoni en el rol titular, Abigaille Bruschi Chiatti como Amelia di Egmont, y Julián Gayarre como Marcello.
Es una ópera poco representada. En las estadísticas de Operabase aparece con sólo una representación en el período 2005-2010.